# 現観荘厳論
『現観荘厳論』（げんかんしょうごんろん、梵: Abhisamaya-alaṅkāra）とは、大乗仏教瑜伽行唯識派の祖であるマイトレーヤ（弥勒）の著作とされる『般若経』の綱要についての論書。チベット仏教における「弥勒五論」の一著。
中観派のヴィムクティセーナ（解脱軍）やハリバドラ（獅子賢）等による註釈が有名で、チベット仏教にも大きな影響を与えた。